# Christopher George (judoka)
Christopher George (ur. 25 grudnia 1983) – trynidadzki i brytyjski judoka. Olimpijczyk z Rio de Janeiro 2016, gdzie zajął siedemnaste miejsce w wadze półciężkiej
Uczestnik mistrzostw świata w 2015, a także igrzysk panamerykańskich w 2015 i igrzysk Wspólnoty Narodów w 2014. Startował w Pucharze Świata w 2015 i 2016. Brązowy medalista igrzysk Ameryki Środkowej i Karaibów w 2014. Piąty na mistrzostwach panamerykańskich w 2015 roku.

## Letnie Igrzyska Olimpijskie 2016
| Konkurencja | Eliminacje            | Klas. końcowa |
| Konkurencja | Przeciwnik I          | Miejsce       |
| ----------- | --------------------- | ------------- |
| 100 kg      | Yan Naing Soe (MYA) P | 17.           |